# Chak Bansberia
Chak Bansberia é uma vila no distrito de Hugli, no estado indiano de Bengala Ocidental.

## Demografia
Segundo o censo de 2001, Chak Bansberia tinha uma população de 7336 habitantes. Os indivíduos do sexo masculino constituem 53% da população e os do sexo feminino 47%. Chak Bansberia tem uma taxa de literacia de 49%, inferior à média nacional de 59,5%; a literacia no sexo masculino é de 57% e no sexo feminino é de 39%. 17% da população está abaixo dos 6 anos de idade.